# Pascal Sangla
Pascal Sangla (né en 1981 à Bayonne) est un pianiste, chanteur, acteur, compositeur de musique de film et de musique de scène français.

## Biographie
Pascal Sangla naît en 1981 à Bayonne'.
Il suit une formation de pianiste au Conservatoire à rayonnement régional de Bayonne. Puis étudie le théâtre avec Pascale Daniel-Lacombe au Théâtre du Rivage de Saint-Jean-de-Luz, à l'école d'art dramatique de Pierre Debauche, au Théâtre du Jour d'Agen, puis entre 1999 et 2002 au Conservatoire national supérieur d'art dramatique de Paris. Il se produit sur des scènes de théâtre, est actif en tant que pianiste et compositeur pendant et après ses études.

### Compositeur de musique de scène
De 1995 à 2005, il écrit de la musique de scène. Il compose des musiques, notamment pour des productions du Théâtre La Manufacture à Nancy, du Théâtre de l'Est Parisien, du Théâtre Dijon-Bourgogne, du Teatro Massimo de Palerme et du Théâtre de l'Aquarium de Paris. En 2005, il compose la musique de scène d'une production du Misanthrope de Molière d'Éric Ruf à la Comédie Française. En 2009, Jean-Pierre Vincent met en scène Le Roi Ubu, également à la Comédie Française, avec Sangla comme compositeur et directeur musical. En 2018, il travaille à nouveau avec Ruf, qui met en scène la comédie Le Petit-Maître corrigé par Marivaux à la Comédie Française. 

### Acteur
Parallèlement, il continue à jouer au théâtre. En 2004, il interprète un rôle avec la compagnie Tabula Rasa dans la pièce M(arivaux). #suite fantaisie, d'après des motifs de Marivaux, mise en scène par Sébastien Bournac. L'année suivante, il tient, entre autres, des rôles dans :  La vie de Timon d'Athène de William Shakespeare, mis en scène par Victor Gauthier-Martin, dans Biberkopf, adaptation du roman Berlin Alexanderplatz de Stéphanie Noel (2011), et d'autres rôles dans plusieurs pièces de Michel Deutsch, le plus récent en 2013 dans La Chinoise à la MC93 de Bobigny. Il collabore épisodiquement avec la troupe Les Chiens de Navarre. En 2023, Fabien Gorgeart adapte au théâtre "Les Gratitudes" de Delphine de Vigan, dans lequel joue Sangla.

### Compositeur de musiques de films
Il compose sa première musique de film en 2009 pour le court métrage de Jeanne Herry, Marcher, ce qui a donné lieu à une collaboration à long terme avec Herry. En 2018, il compose la musique de son film primé, In Safe Hands. Son dernier film avec Jeanne Herry est Je verrai toujours vos visages, en 2023, dans lequel il joue également. 

### Directeur musical et arrangeur
De 2007 à 2012, il est directeur musical et arrangeur de la série télévisée "La prochaine fois je vous le chanterai" de Philippe Meyer, enregistrée dans le Studio-Théâtre de la Comédie-Française , et diffusée sur France Inter.

### Auteur-compositeur-interprète
À partir de 2007, après la première en concert à Bayonne, il part en tournée en tant que chansonnier avec son combo pendant trois ans. Cela donne lieu à son premier album intitulé Une petite pause. En 2015, il tourne à nouveau accompagné d'un duo piano-batterie, ce qui donne lieu à l'album À la fenêtre contenant 12 chansons.

## Prix et récompenses
- 2019 : César de la meilleure musique originale (nomination) pour Pupille
- 2021-2022 : Prix du meilleur compositeur de musique de scène du Syndicat de la critique pour Andando Lorca 1936, mise en scène de Daniel San Pedro[11]
- 2022 : Molière dans un second rôle (nomination) pour Stallone, de et mis en scène par Fabien Gorgeart, d’après Emmanuèle Bernheim

## Théâtre
- 2002 : Premiers jours de et mise en scène Pascal Sangla, Théâtre des Déchargeurs

## Discographie (sélection)
- 2010 : Une petite pause, album, L'Autre Distribution
- 2014 : Elle l'adore (Bande originale du film), L'R du Trésor
- 2015 : À la fenêtre, album, FCF Music Publ.
- 2018 : Élève (Bande originale du film), L'R du Trésor
- 2023 : Je verrai toujours vos visages (Bande originale du film)

## Filmographie (sélection)
Il a tournée dans plusieurs productions''''

### Musique de film
- 2014 : À coup sûr de Delphine de Vigan
- 2014 : Elle l'adore de Jeanne Herry
- 2018 : Pupille de Jeanne Herry
- 2023 : Je verrai toujours vos visages de Jeanne Herry

### Acteur
- 2020 : Parlement – série TV, 2 épisodes
- 2021 : Oranges sanguines
- 2021 : La Vraie Famille
- 2023 : Avant l'effondrement